# Wenckehof
De Wenckehof is een Amsterdams studentencomplex met duizend containerwoningen, opgedeeld in zes verschillende blokken van elk vijf verdiepingen. Het complex bevindt zich aan de H.J.E. Wenckebachweg, gelegen aan het industrieterrein Amstel Businesspark Oost. De dichtstbijzijnde metrohalte is Spaklerweg. Naast de containers bevinden zich op het campusterrein een kleine supermarkt, het eetcafé De Keet, een sportveldje, een wasserette en een fietsenmaker.
De containers zijn in China tot kant-en-klare studentenwoning omgebouwde zeecontainers. Het ontwerp hiervoor is van stichting Keetwonen. De containerwoningen zijn elk ongeveer 28 vierkante meter groot en in lagen van vijf op elkaar gebouwd. De woningen zijn ingericht met een badkamer en keuken. De onderste woningen hebben een tuintje, de andere woningen zijn voorzien van een klein balkon. De eerste containers werden bewoond op 18 september 2005. Het complex werd officieel geopend op 4 oktober 2006. Het was eerst de bedoeling dat het tijdelijke complex tot 2010 zou blijven, maar na de invoer van sprinklerinstallaties in alle containers mag het tot in ieder geval 2015 blijven staan. De woningen worden verhuurd door woningcorporatie de Key. Dit gebeurt aan voltijd studenten, op basis van een campuscontract. Behalve studenten woont er ook een klein aantal cliënten van Stichting Cordaan. Zij wonen hier begeleid zelfstandig. Naast het complex bevindt zich een steunpunt van de stichting.  
Er is een bewonersvereniging Wenckehof die maandelijks activiteiten voor de bewoners organiseert.